# Mercedes-Benz Citaro
Mercedes-Benz Citaro, officiellt benämnd O530, är en serie stadsbussar som tillverkas av Daimler Buses under varumärket Mercedes-Benz, sedan 1997.
Den finns som kortvagn (Citaro K - Kurz), normalvagn, ledvagn (Citaro G - Gelenkbus) och lågentré (Citaro Ü - Überland). Första generationen erbjöds även med en modell med styrande boggiaxel men denna erbjuds inte idag.
Motorutbudet består av förbränningsmotorer med diesel-, biodiesel-, LPG- eller biogas/naturgas-drift samt av elektriska motorer och bränsleceller. En hybridbuss finns också, denna är av typ lätthybrid och är ingen hybridbuss i egentlig mening, eftersom elmotorer saknas. Förbränningsmotorn stängs istället endast av vid stopp vid till exempel hållplatser eller trafikljus för att spara energi. När motorn är avstängd lagras energi tillfälligt i superkondensatorer på taket för att hålla viktiga funktioner igång. Dessa laddas dels av förbränningsmotorn men även genom återvunnen bromsenergi.

## Första generationen (C1)
1997 i Stuttgart introducerade Mercedes första Citaro-modellen. Den var en uppföljare till Mercedes-Benz O405. Bussens mest revolutionerande ändring var den expanderade vindrutan. 
Modellen fick ett ansiktslyft 2006 vilket man märker främst på bakdelen av bussen.

## Andra generationen (C2)
Mercedes lanserade andra generationen av Citaro 2011 med flera förbättringar. Bland annat kom bussen med Electronic Safety Program (ESP) och Front Collission Guard, ett passivt säkerhetsssystem. Modellen kom även med Euro 6 och minskad bränsleförbrukning vilket i sin tur minskade miljöpåverkan.

## CapaCity

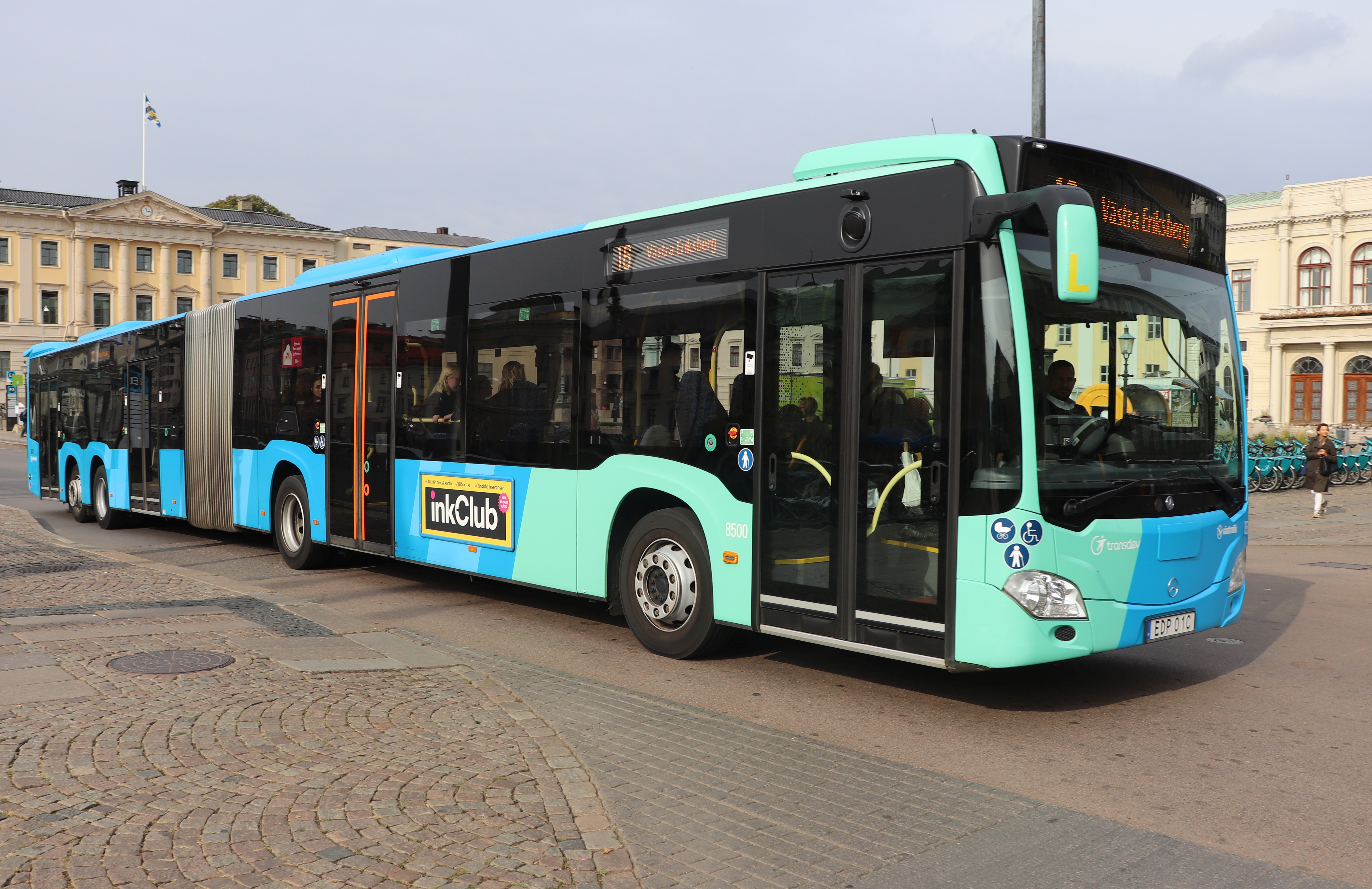
Västtrafik var först i Sverige med CapaCity.

Mercedes introducerade en fyraxlad ledvagn baserad på Citaron 2005 under namnet CapaCity. Modellen är 20 meter lång och avsedd för linjetrafik med hög belastning. Idag erbjuds modellen med kapacitet upp till 188 passagerare. Det finns även en längre variant, CapaCity L, som kan bära upp till 199 passagerare och är 21 meter lång. Modellerna erbjuds både med tre och fyra dörrpar.
I skandinavien var Transdev Sverige först ut med att köra modellen, då i Göteborg på uppdrag av Västtrafik. Man valde den största modellen, alltså CapaCity L.

## eCitaro

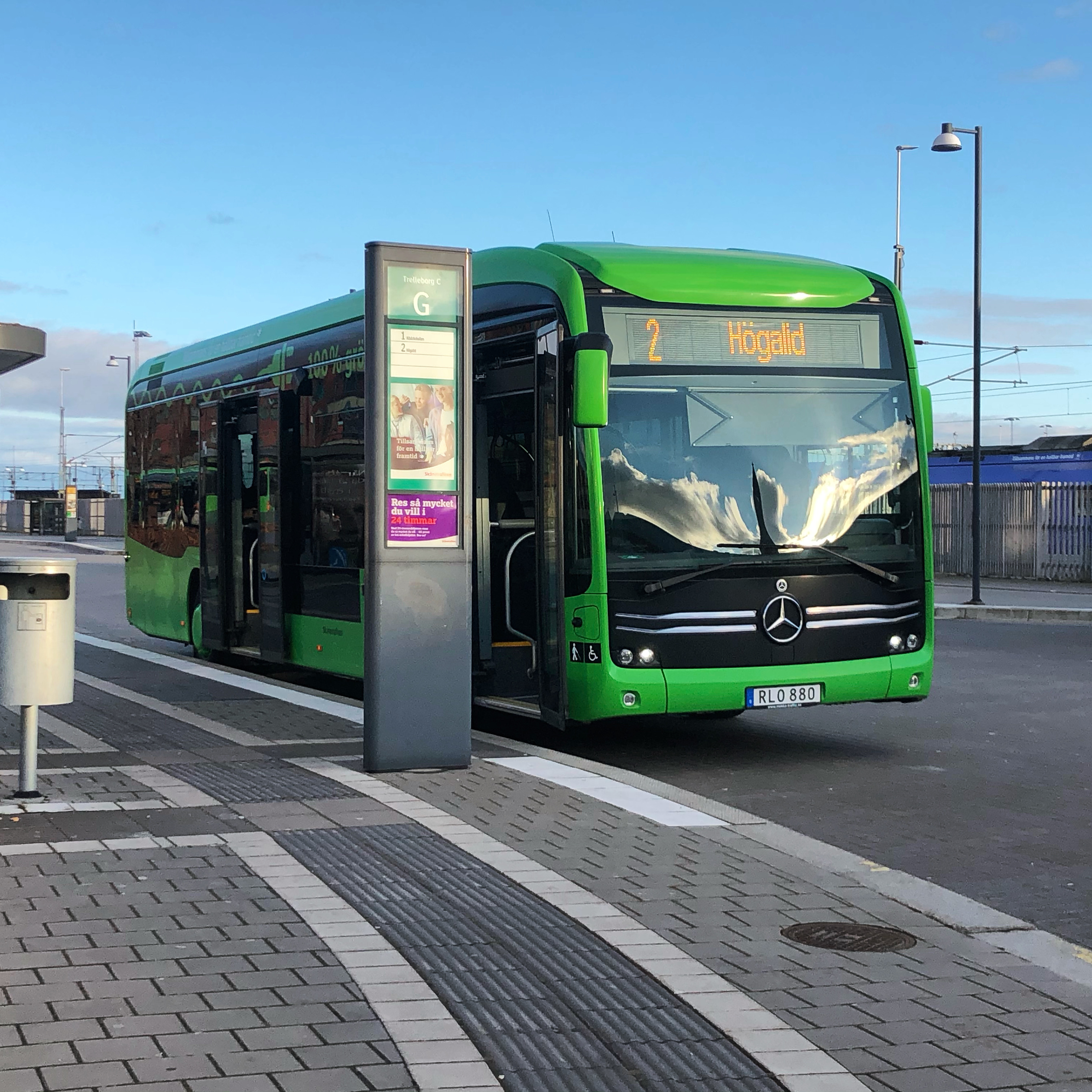
En eCitaro i Trelleborg, Skåne.

Mercedes lanserade en helelektrisk variant av Citaron 2018 under namnet eCitaro. Två år senare (2020) lanserade man en ledvagnsvariant nämnligen eCitaro G och fyra år därpå (2024) kortvagnsvarianten eCitaro K.
Hamburg var den första som lade beställning på den nya modellen redan innan den officiellt lanserades. Bergkvara, då Bergkvarabuss, var först ut att köra bussen i Sverige vilket man gjorde i Ystad på uppdrag av Skånetrafiken.
November 2019 firade Mercedes sin 55 555:e leverans av Citaro-serien vilket var en eCitaro. Under det tredje kvartalet 2024 sålde Mercedes flest elbussar i hela Europa, 180 stycken. År 2026 planerar man att erbjuda en tjänst för att byta ut gamla batterier på elbussarna och därmed förlänga livslängden på dem. 